# Carrozzeria Maggiora

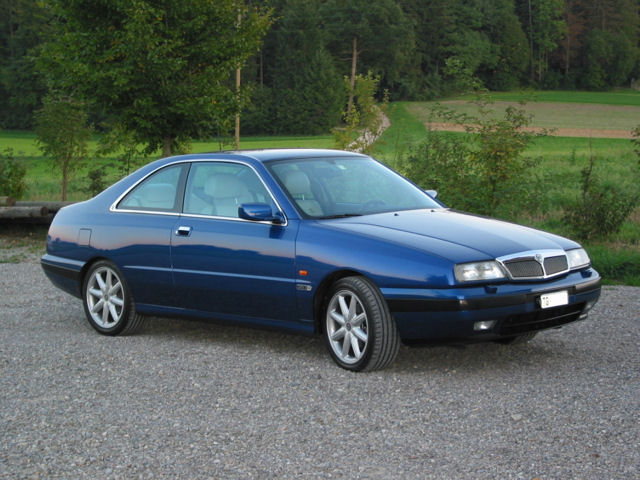
Lancia kappa cupé

Carrozzeria Maggiora SpA fue una planta de soldadura y montaje de automóviles italiana instalado en Moncalieri, cerca de Turín.
El último coche producido en los talleres de Maggiora fue el Fiat Barchetta. Entre sus producciones también se pueden citar el Lancia Kappa Cupé, que fue diseñado por Gianna Maggiora. En el 2003, como consecuencia de dificultades financieras, la empresa cesó sus operaciones.

## Historia

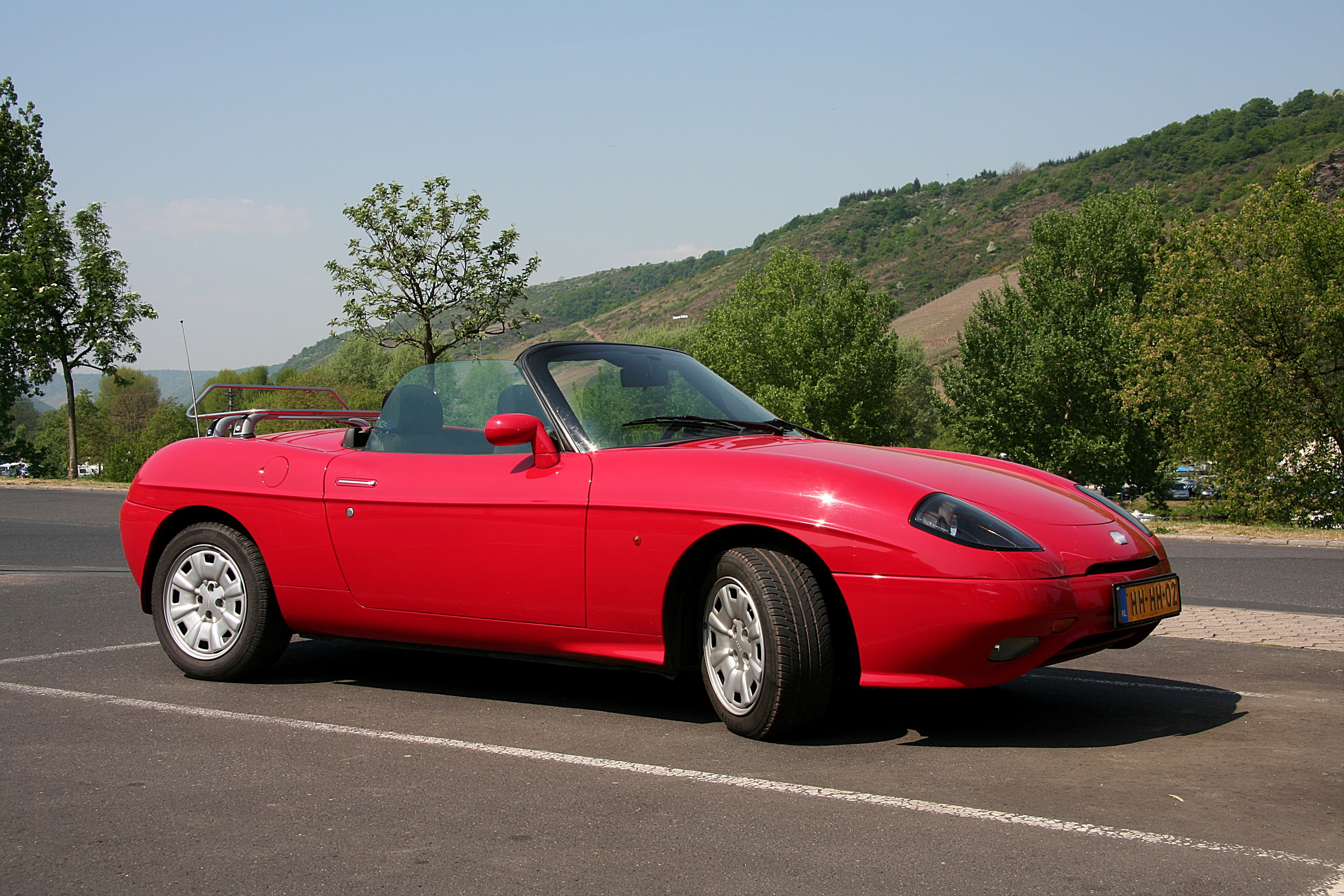
Fiat Barchetta

La empresa Carrozzeria Maggiora se formó en 1925 como "Martelleria Maggiora", fundada por Arturo Maggiora para la construcción de automóviles de alta calidad. 

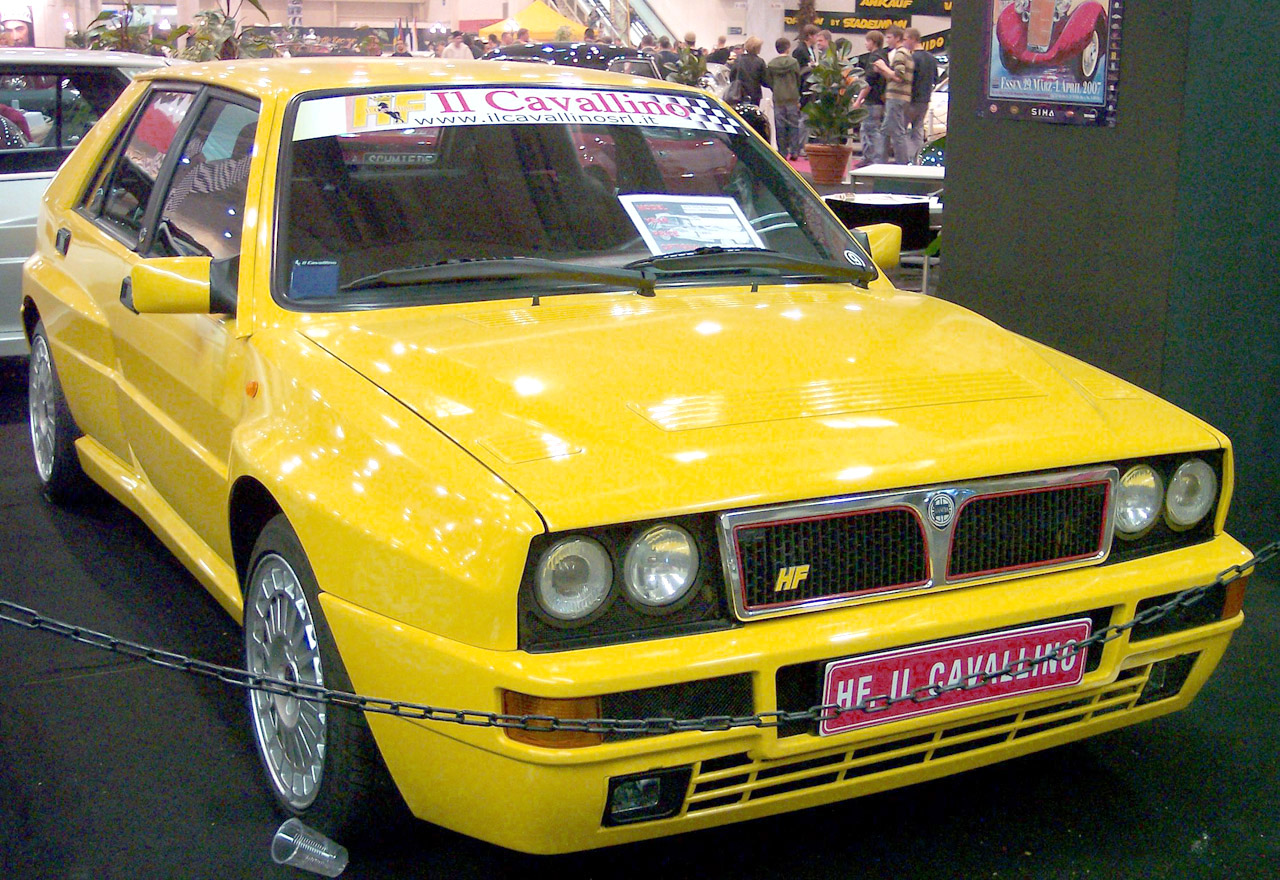
Lancia Delta Integrale Evoluzione

La empresa trabajó para grandes marcas como Fiat y Lancia, ensamblando diferentes modelos como el Fiat 1100 Giardiniera Viotti y el Lancia Flaminia. La compañía también ha contribuido a la producción de varios modelos de Abarth y Cisitalia.
En 1951 el primer taller se quedó demasiado pequeño y fue transferido a Borgo San Pietro, en el territorio de la comunidad de Moncalieri, donde automóviles como el Glas, Glas V8, BMW GT de 1963, y los Maserati Mistral de 1965 y 1963 serían construidos. 
Maggiora se fusionó con la empresa SanMarco & Lamier para crear IRMA SpA en 1991, uno de los mayores proveedores de gama Ducato. 
Maggiora SRL a continuación, pasa a ocupar la antigua fábrica de Lancia Chivasso, al noreste de Turín en 1992, donde se fabricarán los Lancia Delta Integrale Evoluzione hasta octubre de 1994, La planta principal de la antigua fábrica Lancia también se utilizaría para producir cerca de 50 ejemplares por día del Fiat Barchetta , y el Lancia Kappa Cupé. 
La firma Maggiora, además de ensamblar vehículos, también hizo muchos estudios de investigación en el diseño y fabricación de prototipos, además de pedidos especiales sobre la base de modelos de serie como el Fiat Cinquecento, Lancia Delta Integrale, Fiat Barchetta Cupé, Fiat Punto y el prototipo Lancia Thesis Cupé.

### Algunos modelos ensamblados por Maggiora
- Fiat 2300 S Cupé
- Lancia Aurelia B20
- Lancia Flaminia Touring
- Alfa Romeo 2000 Touring
- Maserati Mistral
- De Tomaso Mangusta
- De Tomaso Pantera
- Lancia Kappa Cupé
- Fiat Barchetta[3]